# Psychotria kaniensis
Psychotria kaniensis är en måreväxtart som beskrevs av Theodoric Valeton. Psychotria kaniensis ingår i släktet Psychotria och familjen måreväxter. Inga underarter finns listade i Catalogue of Life.